# Registreringsskyltar på diplomatfordon

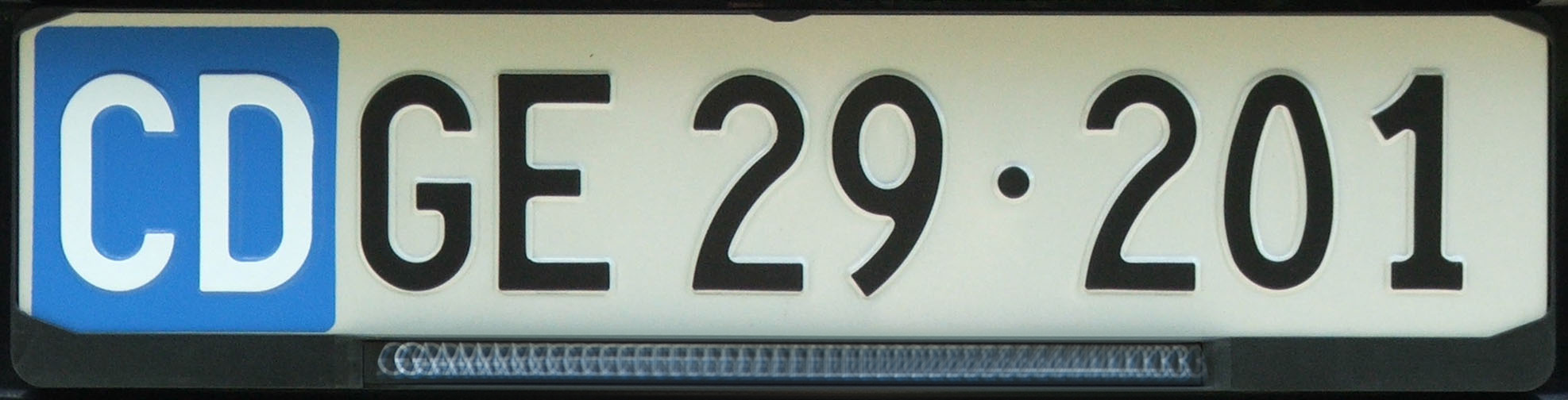
En diplomatskylt i Genève.

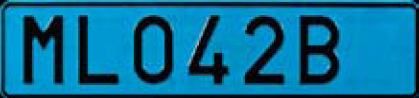
En diplomatskylt i Stockholm.

Registreringsskyltar på diplomatfordon, i Sverige formellt skyltar för beskickningsfordon (även diplomatskyltar), är de särskilda registreringsskyltar som återfinns på utländska ambassaders och konsulats fordon i de flesta länder. Skyltarna har blå bakgrund i de flesta länder.
De flesta länders skyltar brukar inkludera koden "CD" eller "CC", vilket är franska för corps diplomatique respektive corps consulaire. Svenska skyltar har inte dessa förkortningar, utan har bara den blå bakgrunden.